# Riflesso di immersione
Il riflesso di immersione, o diving reflex dall'inglese, è una serie di risposte fisiologiche che annullano i riflessi omeostatici di base e sono presenti in tutti i vertebrati che respirano aria studiati finora. Ciò permette di ottimizzare la respirazione distribuendo l'ossigeno preferibilmente verso il cuore e il cervello, consentendo un'immersione prolungata.
Il riflesso di immersione è innescato specificamente dal freddo e dal bagnare le narici e il viso mentre si trattiene il respiro, ed è sostenuto dall'elaborazione neurale che ha origine nei chemorecettori carotidei. Gli effetti più evidenti si manifestano sul sistema cardiovascolare, con vasocostrizione periferica, rallentamento della frequenza cardiaca, reindirizzamento del sangue verso gli organi vitali, rilascio di globuli rossi immagazzinati nella milza e, nell'uomo, irregolarità del ritmo cardiaco.
Il riflesso di immersione è evidente nei mammiferi marini, come le foche, le lontre, i delfini, e i topi muschiati, ed esiste in maniera ridotta in altri animali come i neonati umani fino ai sei mesi d'età e gli uccelli tuffatori, come le anatre e i pinguini. Sebbene gli animali acquatici abbiano evoluto profondi adattamenti fisiologici per conservare l'ossigeno durante l'immersione, l'apnea e la sua durata, la bradicardia, la vasocostrizione e la ridistribuzione della gittata cardiaca si verificano anche negli animali terrestri come risposta neurale, ma gli effetti sono più profondi nei subacquei naturali. Gli esseri umani adulti esibiscono generalmente una risposta leggera, ma il popolo dei cacciatori acquatici Sama-Bajau ne é una notevole eccezione.
Il fatto che questo riflesso sia particolarmente sviluppato nei cetacei e sia comune anche all'uomo viene spesso citato a supporto dell'ipotesi, considerata priva di fondamento dalla comunità scientifica, sull'origine acquatica dell'essere umano, la cosiddetta ipotesi della scimmia acquatica.